# Le Déjeuner des canotiers
Le Déjeuner des canotiers est une huile sur toile majeure du peintre impressionniste français Auguste Renoir réalisée entre 1880 et 1881, exposée lors de la septième exposition des peintres impressionnistes en 1882. Représentant différents personnages sur la terrasse de la maison Fournaise à Chatou, le tableau est conservé depuis 1923 dans la Phillips Collection, à Washington, aux États-Unis.
Peint à la maison Fournaise, il est reproduit sur le lieu de sa création sur le Chemin des Impressionnistes. La toile mesure 130 × 173 cm.

## Histoire
Il s'agit de la dernière grande œuvre de Renoir dans le style impressionniste. Renoir a amorcé Le Déjeuner des canotiers à la fin de l'été 1880 et l'a achevé en hiver 1881. L’œuvre a été peinte sur la terrasse de la Maison Fournaise à Chatou, où l'artiste prend régulièrement pension. Le lieu de mémoire accueille un musée centré sur Renoir et les petits maîtres des bords de Seine depuis 1992.
Renoir, dont la situation financière n'est pas brillante à l’époque, ne sait pas, lorsqu'il commence cette œuvre majeure, s'il pourra la terminer. Le Déjeuner des canotiers fait aujourd'hui partie de la collection Duncan Phillips conservée à Washington.

## Description
Il a réuni des amis et modèles pour participer à cette grande œuvre qui compte donc en tout quatorze personnes, cinq femmes et neuf hommes. La première tentative d'identification des personnages est élaborée en 1912 par le critique d'art Julius Meier-Graefe.
Au premier plan, à gauche, Aline Charigot (future épouse du peintre) joue avec son petit chien. Derrière elle, se tient Hippolyte-Alphonse Fournaise, fils du propriétaire de l'auberge. Accoudée à la rambarde, Alphonsine Fournaise, sa sœur, écoute le baron Raoul Barbier, assis dos tourné. Ce dernier, ami proche de Renoir et ancien officier de cavalerie, avait la réputation d'être amateur de canots, de chevaux et… de jeunes femmes. Le personnage au premier plan, à droite, est souvent cité comme étant Gustave Caillebotte, représenté ici plus jeune. Ami de Renoir, peintre et mécène des impressionnistes, Gustave Caillebotte portait barbe et présentait de profil un menton prognathe. Renoir l'a représenté en 1879 dans son tableau Les Canotiers à Chatou, ce qui permet de comparer. Assis à califourchon sur une chaise, il écoute ici de façon distraite l'actrice Ellen Andrée, tandis qu'Adrien Maggiolo, directeur du journal La France nouvelle, se penche vers elle. Derrière eux, le petit trio est formé du journaliste Paul Lhote avec un pince-nez, d'Eugène-Pierre Lestringuez au chapeau rond noir et de l'actrice de la Comédie-Française Jeanne Samary qui semble se boucher les oreilles. Au centre, assise, le modèle Angèle Legault boit, à côté d'un homme resté non identifié, peut-être Maurice Réalier-Dumas, dont on aperçoit juste le profil. On raconte qu'il pourrait s'agir de Renoir lui-même qui se serait planté là pour éviter une composition à treize personnages qui aurait rappelé la Cène. Derrière Angèle se tient debout le critique d'art et collectionneur Charles Ephrussi, coiffé d'un chapeau haut-de-forme, éditeur de la Gazette des beaux-arts ; il converse avec le poète Jules Laforgue. En arrière-plan, au travers des saules miroite la Seine sur laquelle passent des voiliers. L'ambiance est heureuse et sereine.
On y retrouve les jeux d’ombres et de lumière dans les tons de bleu, les visages féminins typiques de Renoir. Cette peinture est composée avec un étonnant contraste entre le fond et les personnages dans des tons pastels mais vifs assez fondus, et les quelques objets et mets très contrastés sur la table avec des fruits aux couleurs très vives aux traits puissants et relativement purs, et de gros empâtements de blanc pur pour les reflets.

## Analyse
John House (de) voit dans la composition du Déjeuner des canotiers des similitudes avec Les Noces de Cana et une forme d'hommage à ce tableau de Paul Véronèse que Renoir a étudié au musée du Louvre.

## Reproduction sur un parcours du Pays des Impressionnistes
Une reproduction du Déjeuner des canotiers grandeur réelle est exposée depuis les années 1990 à proximité l'endroit de sa création, la Maison Fournaise le long d'un parcours du Pays des Impressionnistes.

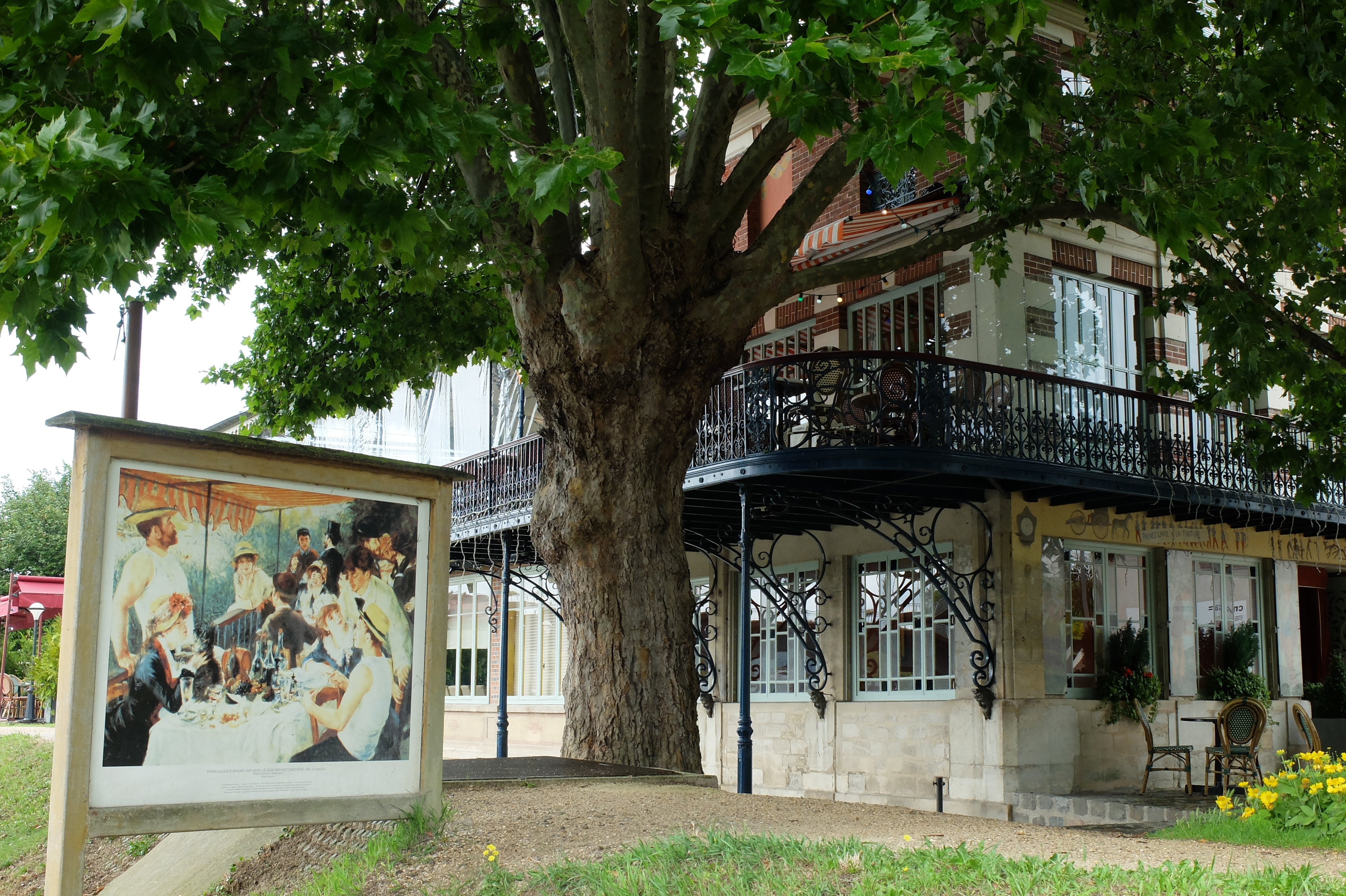
Reproduction du Déjeuner des canotiers sur un parcours du Pays des Impressionnistes devant la Maison Fournaise.

## Télévision
Un téléfilm français en deux parties, Le vernis craque de Daniel Janneau, diffusé pour la première fois le 19 janvier 2011 sur France 2, met « en scène » (dans sa première partie) Le Déjeuner des canotiers. Bruno Slagmulder y est Auguste Renoir.
 La deuxième partie illustre Au bal du moulin de la galette de Henri de Toulouse-Lautrec (Laurent Lévy y est Toulouse-Lautrec).